# يوكوجاوا إلكتريك

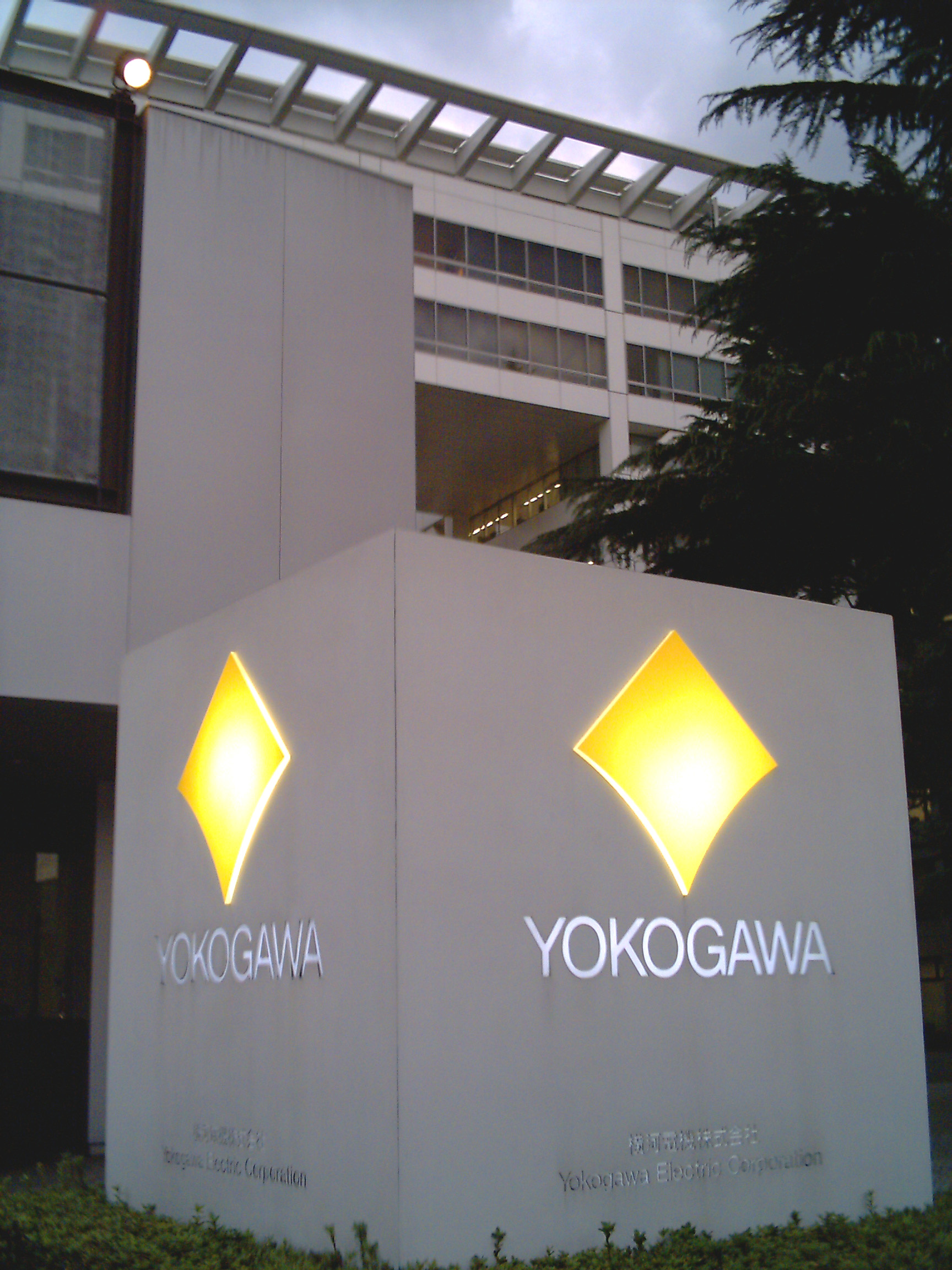
مقر الشركة في موساشينو

يوكوجاوا إلكتريك "باللغة اليابانية 横河電機株式会社"، شركة يابانية للهندسة الكهربائية والبرمجيات متخصصة في صناعة أجهزة القياس والتحكم وتكنولوجيا المعلومات. لدى الشركة أكثر من 19,000 موظف، 84 شركة فرعية وثلاث شركات تابعة في 55 دولة. الشركة مدرجة في بورصة طوكيو ضمن مؤشر نيكاي 225.
يوكوجاوا من الشركات التي يرجع لها الفضل في تطوير أنظمة التحكم الموزعة، كما قدمت سلسلتها عن نظام تحكم موزع في عام 1975.
الشركة متخصصة في صناعة منتجات أنظمة التحكم، أدوات الاختبار والقياس، أجهزة إرسال الضغط، أجهزة قياس التدفق، محاليل الأكسجين، أنظمة تنفيذ التصنيع والتحكم في العمليات المتقدمة.

## التاريخ
تعود جذور شركة يوكوجاوا إلى عام 1915، عندما أسس الدكتور تاميسيوك يوكوجاوا، المهندس المعماري الشهير، معهد أبحاث العدادات الكهربائية في شيبويا، طوكيو. سريعا ما ظهرت سيطرة المعهد على سوق العدادات في اليابان، مما شجع مجلس الإدارة على تأسيس شركة يوكوجاوا في عام 1920.
في عام 1933، بدأت يوكوجاوا أبحاثها ودراستها في صناعة معدات الطيران والتدفق، أجهزة التحكم في الحرارة والضغط. في السنوات التي تلت الحرب، أصبحت يوكوجاوا شركة عامة، كما أعلنت عن نجاحها في تطوير أول مسجل إلكتروني لها. كانت أول اتفاقية تعاون مشترك ليوكوجاوا مع شركة فوكسبرو الأمريكية، فاتحة بذلك أول سوق مبيعات لها خارج اليابان (نيويورك تحديدا).
في ستينيات القرن الماضي، دخلت الشركة سوق التحاليل الصناعية على نطاق واسع حيث بدأت في تطوير وتصنيع ومبيعات مقياس التدفق الدوامي. لم يمر إلا عقد واحد حتى نجحت يوكوجاوا في إنشاء أول مصنع لها خارج اليابان (سنغافورة)، فاتحة بذلك سوقا لها في أوروبا.
في عام 1983، اندمجت يوكوجاوا مع شركة هوكشين إليكتريك. مع نهاية العقد، اقتحمت الشركة مجال أدوات القياس ذات التردد العالي. في تسعينيات القرن الماضي، أسست يوكوجاوا مكتبا في البحرين للإشراف على أعمالها في الشرق الأوسط، كما ركزت اهتمامها في أعمال المسح الضوئي والأعمال التقنية الحيوية. في عام 2002، واصلت الشركة نموها مع شرائها شركة إندو إليكتريك. بينما في عام 2005، مهدت الشركة طريقا لمستوى جديد من العولمة في أعمالها في مجال الأتمتة الصناعية تزامنا مع إنشاء شركة يوكوجاوا إليكتريك الدولية في سنغافورة. في عام 2008، دخلت الشركة سوق اكتشاف الأدوية بنظام اختبار حيوي جديد.

## المنتجات الرئيسية
- يوكوجاوا متخصصة في صناعة الأتمتة الصناعية وأدوات القياس، اختبار الأجهزة والبرمجيات مثل أجهزة إرسال الضغط، أجهزة قياس التدفق، أجهزة التحكم، المسجلات ومعدات اقتناء البيانات. تقدم الشركة أنظمة تحكم مختلفة مثل: DCS، PLC، سكادا و ESD (إغلاق الطوارئ).
- استطاعت يوكوجاوا بالتعاون مع شل غلوبال سوليوشنز تقديم نظام جديد للتحكم في العمليات (APC) لمصافي التكرير، مصانع البتروكيماويات والمصانع الكيماوية.
- تتميز DCS الخاصة بشركة يوكوجاوا بأنها الأكبر سعة بين وحدات DCS جميعها، حيث تستطيع دعم ما يقرب من مليون جهاز. كما تتميز بتصميمها لأقراص الغزل البؤري الأكثر تقدما المستخدمة في الفحص المجهري متحد البؤر.[7]

## مواقع المكاتب الرئيسية
- موساشينو، طوكيو (بالقرب من محطة ميتاكا) (المقر العالمي ومكتب شرق آسيا الإقليمي).
- آمرسفورت، هولندا (المكتب الإقليمي لأوروبا).
- البحرين (المكتب الإقليمي للشرق الأوسط وإفريقيا).
- بنغالور، الهند (المكتب الإقليمي لجنوب آسيا).
- موسكو، روسيا (مقر دول رابطة الدول المستقلة).
- شوجر لاند، تكساس، الولايات المتحدة الأمريكية (المكتب الإقليمي لأمريكا الشمالية والجنوبية).
- سنغافورة (المكتب الإقليمي لآسيا وأوقيانوسيا وجنوب آسيا وتايوان).
- ساو باولو، (المكتب الإقليمي لأمريكا الجنوبية).
- الخبر، المملكة العربية السعودية.[8]

## رعاية الفرق الرياضية
- يوكوجاوا ألتراستارز- رغبي.
- يوكوجاوا موساشينو إف سي- كرة القدم.
- يوكوجاوا تايجر إف سي- كرة القدم الماليزية.

## وصلات خارجية
- الموقع الرسمي- باللغة الإنجليزية.
- يوكوجاوا إلكتريك 100 عام من الصناعة.